# Luchs-Denkmal

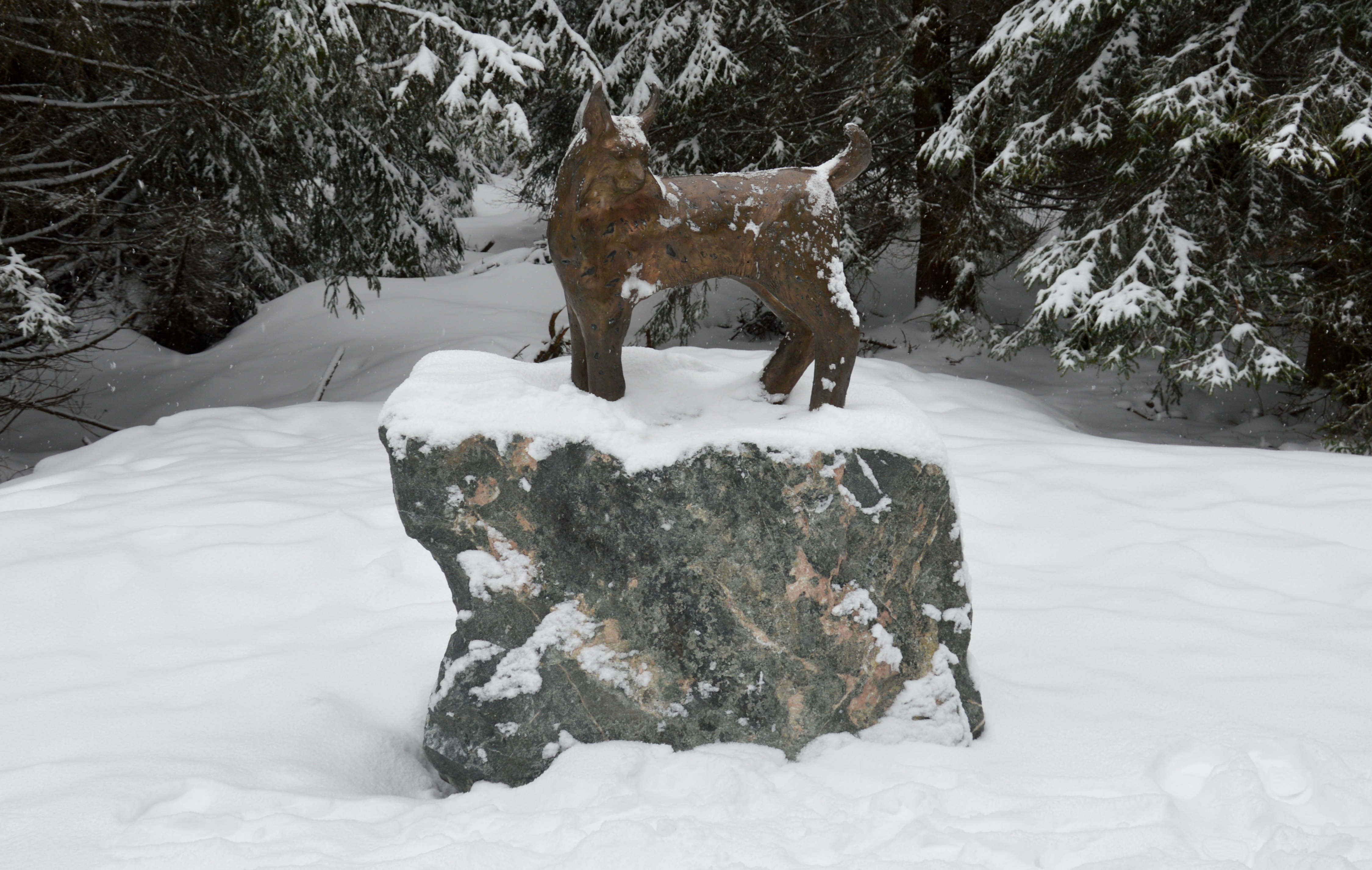
Luchs-Denkmal, Februar 2018

Das Luchs-Denkmal ist ein an die Wiederansiedlung des Luchses im Harz erinnerndes Denkmal.

## Lage
Es befindet sich im Nationalpark Harz östlich von Torfhaus im gemeindefreien Gebiet Harz (Landkreis Goslar) in Niedersachsen. Unmittelbar westlich des Denkmals führt der Wanderweg Kaiserweg entlang, der nördlich des Denkmals über die Luchsbrücke die Abbe überquert.

## Gestaltung und Geschichte
Das Luchs-Denkmal ist eine Art Antwort auf den Luchsstein am Brocken und den Luchsstein bei Lautenthal, die an die Abschüsse der letzten Luchse im Harz 1817 und 1818 erinnern. Es erinnert 200 Jahre nach der Ausrottung an die erfolgreiche Wiederansiedlung der Luchse im Harz Anfang des 21. Jahrhunderts. In der Nähe des Standorts befand sich das Auswilderungsgehege, aus dem zwischen 2000 und 2006 die Luchse ausgewildert wurden.
Das Denkmal besteht aus einer einen Luchs darstellenden von Anna Barth geschaffenen Bronzeplastik. Die Plastik befindet sich auf einem aus dem Huneberg-Steinbruch stammenden Stein aus Harzer Diabas. Gestiftet wurde das Denkmal vom Goslarer Dietrich Steinhausen.
Die Enthüllung des Denkmals fand am 20. Oktober 2017 mit einem kleinen Festakt statt. Anwesend war neben dem Stifter und der Künstlerin auch der Nationalparkleiter Andreas Pusch und sein Amtsvorgänger Wolf-Eberhard Barth.